# Шоунин
Шоуни́н (кит. упр. 寿宁, пиньинь Shòuníng) — уезд городского округа Ниндэ провинции Фуцзянь (КНР).

## История
Уезд был создан в 1455 году, во времена империи Мин, из смежных земель уездов Фуань и Чжэнхэ.
После образования КНР в 1949 году был создан Специальный район Фуань (福安专区), и уезд вошёл в его состав. В 1971 году власти Специального района переехали из уезда Фуань в уезд Ниндэ, а сам специальный район был переименован в Округ Ниндэ (宁德地区).
Постановлением Госсовета КНР от 14 ноября 1999 года округ Ниндэ был преобразован в городской округ.

## Административное деление
Уезд делится на 6 посёлков и 8 волостей.